# الطريق الأوروبي E76
الطريق الأوروبي E76 هو طريق من شبكة الطرق الأوروبية الدولية. يقع مساره بالكامل داخل إيطاليا، حيث يربط بيزا بفلورنسا، عن طريق لوكا وبيستويا وبراتو.